# Ophiostoma allantosporum
Ophiostoma allantosporum är en svampart som först beskrevs av H.D. Griffin, och fick sitt nu gällande namn av M. Villarreal 2005. Ophiostoma allantosporum ingår i släktet Ophiostoma och familjen Ophiostomataceae.   Inga underarter finns listade i Catalogue of Life.